# La Châtre-Langlin
La Châtre-Langlin é uma comuna francesa na região administrativa do Centro, no departamento Indre. Estende-se por uma área de 27,3 km². Em 2010 a comuna tinha 516 habitantes (densidade: 18,9 hab./km²).